# Tamora Pierce
 (novembre 2016).
Si vous disposez d'ouvrages ou d'articles de référence ou si vous connaissez des sites web de qualité traitant du thème abordé ici, merci de compléter l'article en donnant les références utiles à sa vérifiabilité et en les liant à la section « Notes et références ».
Pour les articles homonymes, voir Pierce.
Tamora Pierce, née le 13 décembre 1954 à South Connellsville en Pennsylvanie (États-Unis), est un auteur de livres de fantasy pour les jeunes adultes. Elle a autrefois étudié à l'Université de Pennsylvanie.
Connue aux États-Unis pour ses romans qui racontent les histoires de jeunes héroïnes, elle est devenue célèbre avec sa première série de quatre livres (écrite à la base sous la forme d'un seul roman pour adultes) Le Chant de la Lionne, qui relate les aventures du personnage principal, une jeune fille nommée Alanna, à travers les succès et les échecs qui ponctuèrent son entraînement de chevalier.

## Livres

### L'univers de Tortall
Tortall est le lieu où se déroule l'action des livres Le Chant de la Lionne, Les Immortels, La Protectrice des Petits et la série de l'Espiègle. Sa capitale est Corus, une ville située près la côte ouest de l'océan Emeraude. Au Nord de Tortall se situe le Scanra, un pays sauvage et quelque peu barbare avec lequel Tortall entre en guerre dans les deux derniers livres de la série de La Protectrice des Petits. À l'est se situent le Galla, la Tusaine et le Tyra, puis le Maren et la Sarain. Carthak est au sud de Tortall, derrière la mer intérieure, alors qu'à l'ouest s'étendent les Îles Yamani et les Îles de Cuivre. L'action de la plupart des livres de la série de La Fille de la Lionne se déroule dans les Îles de Cuivre, puis dans les Îles Yamani.

#### Alanna
La série en quatre tomes du Chant de la Lionne raconte l'histoire d'Alanna de Trebond, une jeune femme révolutionnaire qui devient chevalier. Bien que traditionnellement les jeunes filles nobles aillent au couvent pour apprendre à devenir de parfaites épouses et femmes de haut rang, Alanna de Trebond désire devenir chevalier, une position qui n'est accordée qu'aux garçons de sang noble. Pour accomplir ce rêve, Alanna se déguise en un jeune homme, prend le nom d'Alan et se rend au palais à la place de son frère jumeau, Thom, pendant que celui-ci va au couvent pour apprendre la magie. Plus tard, elle se bat avec un membre de la famille royale et devient le shaman de la tribu des Bazhirs. La série se déroule sur une durée de dix ans.
1. Alanna : La première aventure (1983)
2. Aux mains de la Déesse (1984)
3. La femme qui montait comme un homme (1986)
4. Lionne dans le sang (1988)

Depuis février 2009, Hachette Jeunesse se charge de la parution française de ce cycle. La série elle-même porte le nom de Alanna et non plus Le Chant de la Lionne. Le sous-titre de chaque volume est également adapté. Sont actuellement connus:
1. Alanna - tome 1: Le secret du chevalier (Hachette Jeunesse, 04/02/2009)
2. Alanna - tome 2: L'épreuve (Hachette Jeunesse, 12/08/2009)
3. Alanna - tome 3: Chaman du désert (Hachette Jeunesse, 17/03/2010)
4. Alanna - tome 4: La Lionne de Tortall (Hachette Jeunesse, 23/03/2011)

#### Les Immortels
C'est l'histoire de Veralidaine (Daine) Sarrasri, une orpheline dotée d'un talent inhabituel. Elle est douée de "magie sauvage" ; une magie qui, contrairement à la magie que l'on retrouve habituellement lui confère un lien spécial avec les animaux. Ces livres la suivent dans son apprentissage de cette magie imprévisible sous la tutelle du mage Numair Salmalin. Elle se retrouve obligée d'utiliser cette magie inhabituelle pour aider ses amis, les animaux, les humains, et les immortels, et finalement, le monde entier. Cette série se déroule sur quatre ans.
1. Magie sauvage (1992)
2. Celle qui parle aux loups (1994)
3. L'Empereur Mage (1994)
4. Le Royaume des Dieux (1996)

#### La Protectrice des Petits
C'est l'histoire de Keladry de Mindelan, la première fille à suivre les traces d'Alanna - légalement et sans aucun déguisement, contrairement à son modèle, la première femme chevalier. Alors qu'elle commence son entraînement, Kel est constamment assaillie par des sceptiques et son maître lui impose une période d'essai car il pense qu'une fille ne pourra jamais réussir dans le métier de chevalier. Kel découvre les bizutages des premières années et combat ceux qui la persécutent pour mettre un terme à cela. Kel se fait des amis mémorables à travers cette série, dont le timide Neal de Queenscove et Sir Raoul de Lacdoré, un vieil ami d'Alanna. Elle rencontre également des ennemis puissants, dont Joren de la Montagne de Pierre. À travers son voyage, elle fait la connaissance de nombreuses personnes et animaux. Ces livres entraînent le lecteur à travers les années d'apprentissage de Kel, en tant que page et écuyer, ainsi qu'à travers sa première année en tant que chevalier. Ils couvrent une durée de neuf ans.
1. Premier Test (1999)
2. Page (2000)
3. Ecuyer (2001)
4. Dame Chevalier (2002)

#### La Fille de la Lionne
Cette série en deux tomes (aussi connue comme la série de l'Espiègle) relate l'histoire d'Alianna de Pirate's Swoop, une jeune fille de 16 ans qui possède un certain talent pour l'espionnage. Quand son père, le baron George, et sa mère, Dame Alanna, lui refusent le droit de travailler en tant qu'espionne pour le royaume de Tortall, elle décide de partir en bateau pour quelques jours sans prévenir quiconque, et se retrouve capturée par des pirates et vendue comme esclave dans les Îles de Cuivre. Elle découvre rapidement qu'une rébellion se prépare là-bas, entre les autochtones, les rakas, à la peau sombre, et leurs envahisseurs luarines à la peau claire. Elle accepte le marché de Kyprioth, le dieu Espiègle, selon lequel elle doit garder les enfants de son maître en vie pour l'aider à réaliser ses projets pour les Îles, mais elle est entraînée dans cette histoire bien plus loin que ce qu'elle avait prévu. Accompagnée par une invraisemblable équipe de conspirateurs rakas, de nobles des Îles de Cuivre et d'hommes-corbeaux, elle cherche à mettre de l'ordre dans les Îles une bonne fois pour toutes. L'action se déroule sur une durée de un à deux ans.
1. Le Choix de l'Espiègle (2003)
2. La Reine de l'Espiègle (2004)

### L'univers d'Emelan
C'est l'histoire de quatre enfants : Sandry Toren, Trisana (Tris) Chandler, Daja Kisobu et Briar Moss, qui découvrent qu'ils sont des mages élémentaires, ce qui signifie qu'ils peuvent utiliser la magie à partir des éléments qui les entourent. Séparément, ils sont puissants, mais ils découvrent que, quand ils unissent leurs forces, ils le sont plus encore. En tant qu'enfants doués d'une magie rare, ils luttent pour gagner le respect des adultes qu'ils rencontrent. L'univers d'Emelan est aussi appelé l'univers du Cercle.

#### La série du Cercle de la Magie
Dans laquelle les enfants découvrent leurs pouvoirs.
1. Le livre de Sandry (1997)
2. Le livre de Tris (1998)
3. Le livre de Daja (1998)
4. Le livre de Briar (1999)

#### La série de L'Ouverture du Cercle
Les enfants apprennent à transmettre leurs savoirs. Dans cette série, ils décident avec leurs professeurs, chacun emmenant avec eux un nouvel étudiant.
1. Pas Magiques (2000)

Sandry découvre l'existence d'un garçon mage-danseur à Summersea, Pasco Acalon, douze ans, fils et petit-fils de policiers (aussi appelés "pillards" à Summersea).
1. La Magie de la Rue (2001)

A Chammur, Briar rencontre une fille de la rue dénommée Evvy qui découvre qu'elle possède la magie de pierre.
1. Feu Glacé (2002)

Daja voyage à l'extrême nord de Namorn, et découvre les pouvoirs des deux filles jumelles de son hôte : Niamara, dont la magie est liée à la charpenterie et au travail du bois, et Jorality, dont la magie est liée à l'art de la cuisine.
1. Verre Brisé (2003)

Tris fait la connaissance de Kethlun Warder, un mage inconnu qui manipule le verre et les éclairs, ainsi que celle de Glaki, un jeune mage âgé de quatre ans.

#### La Volonté de l'Impératrice
La cousine de Sandry, l'Impératrice de Namorn, la supplie depuis des années de venir lui rendre visite. La magicienne accepte finalement, mais elle ne part pas seule : ses meilleurs amis l'accompagnent. Sandry projette de rendre visite à sa tante durant l'été et de rentrer chez son oncle à Emelan, mais l'Impératrice a d'autres plans pour elle. Et comme les quatre amis le découvriront rapidement, la volonté de l'Impératrice fait loi.
- La Volonté de l'Impératrice (2005)

Dans ce livre est fait allusion au fait que Briar et Epine de Rose ont eu des aventures significatives à Gyongxe, le berceau des temples du Cercle Vivant. Bien que sur le site de Tamora Pierce la publication aux États-Unis de ce livre pour 2009, elle a mentionné sur le site de Sheroes Central qu'il sortira en 2007.
Le lecteur apprend également que Tris rentrera à l'université de mages à Lightsbridge sous un pseudonyme, pour essayer de devenir un mage ordinaire pratiquant la magie "normale" académique (sortilèges, charmes, potions) sans que personne connaisse sa véritable identité ou ses véritables pouvoirs. Cette histoire sera également relatée dans un prochain livre qui devrait paraître en 2009 aux États-Unis.

#### Pierres Fondues
Publié en même temps que La Volonté de l'Impératrice, ce roman racontera l'histoire d'Epine de Rose et Evvy lorsqu'elles voyageront dans les Îles Guerrières. Les habitants des Îles ont signalé que les plantes, les arbres et les animaux qui vivent à leurs côtés dépérissent par dizaines, sans aucune raison apparente. Elles sont accompagnées par un initié du Cercle du Vent, nommé Myrrhflower et de l'étrange ami de pierre d'Evvy, qui répond au nom de Luvo et qu'elle a rencontré lorsque Briar, Epine de Rose et elle voyageaient sur le territoire de Yanjing.
Cette histoire sera d'abord publiée sous la forme d'un roman audio (produit par Full Cast Audio), puis plus tard sous la forme papier habituelle. La date d'enregistrement est prévue pour mai 2006, et la publication pour novembre 2006, aux États Unis